# Roberto Oswald
Roberto Oswald (Buenos Aires, 21 de marzo de 1933-Buenos Aires, 14 de julio de 2013) fue un escenógrafo y director de ópera argentino.
Discípulo del alemán Ernst Poettgen, debutó como escenógrafo en 1962 con Pelléas et Mélisande y a través de su dilatada carrera donde produjo más de ciento cuarenta óperas y ballets se destacó en óperas del repertorio alemán. Su estilo se impuso por más de dos décadas en el escenario del Teatro Colón de Buenos Aires.
Oswald y su compañero el vestuarista Aníbal Lápiz, diseñaron siete producciones de El anillo del nibelungo de Richard Wagner y catorce de Tristan und Isolde del mismo compositor. Otras destacadas puestas en escena fueron Lohengrin, Aida, Turandot, Electra, Salomé, La mujer sin sombra, Falstaff, El holandés errante, Tannhäuser, Parsifal, Otello, La cenerentola, I Capuleti e i Montechi, Marouf, Il barbiere di Siviglia, Nabucco, Hansel und Gretel, La traviata, Samson et Delilah, Madama Butterfly, Tosca, Fausto, Fidelio, Don Carlo, Macbeth, Cavalleria rusticana, etc.
Su debut como director escénico se produjo en 1979 y su último trabajo fue Lohengrin en 2011.
Fundó el taller de pintura y escenografía, fue director técnico, de producción y artístico del Teatro Colón de Buenos Aires y trabajó frecuentemente en las óperas de Santiago de Chile, Dallas, Pittsburgh y otras plazas internacionales.
Mereció el Premio Konex de Platino en dos oportunidades (1989 y 1999) y el Diploma al Mérito Konex también en dos ediciones (1992 y 2009), Premio Calderón de la Barca de la Academia Nacional de Bellas Artes y fue declarado Ciudadano ilustre de la Ciudad de Buenos Aires.